# サグネ・ラック・サン・ジャン地域
サグネ・ラック・サン・ジャン地域（サグネ・ラック・サン・ジャンちいき、仏：Saguenay–Lac-Saint-Jean）はケベック州の地方行政区の1つ。セントローレンス川の北にある。

## 行政区分
郡に属さない同等地域（単一層自治体、独立市）としてのサグネと、4つの上層自治体（MRC、郡にあたる）と49の下層自治体（Municipalités、市町村）、インディアン居留地がある。

### 同等地域
- サグネ

### 主な市町村
- ル・フィヨルド＝デュ＝サグネ郡
  - サン＝タンブロワーズ
  - サン＝トノーレ
- ラック＝サン＝ジャン＝エスト郡
  - アルマ
  - デビアン
  - エベルトヴィル
  - メタベチュワン・ラック＝ア＝ラ＝クロワ
  - サン＝ブルーノ
- ル・ドメーヌ＝デュ＝ロワ郡
  - ロベルヴァル
  - サン＝フェリシアン
  - シャンボール
- マリア＝シャドレーヌ郡
  - ドルボー＝ミスタッシーニ
  - ノルマンダン
  - サント＝ジャンヌ＝ダルク